# Diócesis de São João da Boa Vista
La diócesis de São João da Boa Vista (en latín: Dioecesis Sancti Ioannis in Brasilia y en portugués: Diocese de São João da Boa Vista) es una circunscripción eclesiástica de la Iglesia católica en Brasil. Se trata de una diócesis latina, sufragánea de la arquidiócesis de Ribeirão Preto. Desde el 4 de enero de 2024 su obispo es Eugênio Barbosa Martins, de la Congregación del Santísimo Sacramento.

## Territorio y organización

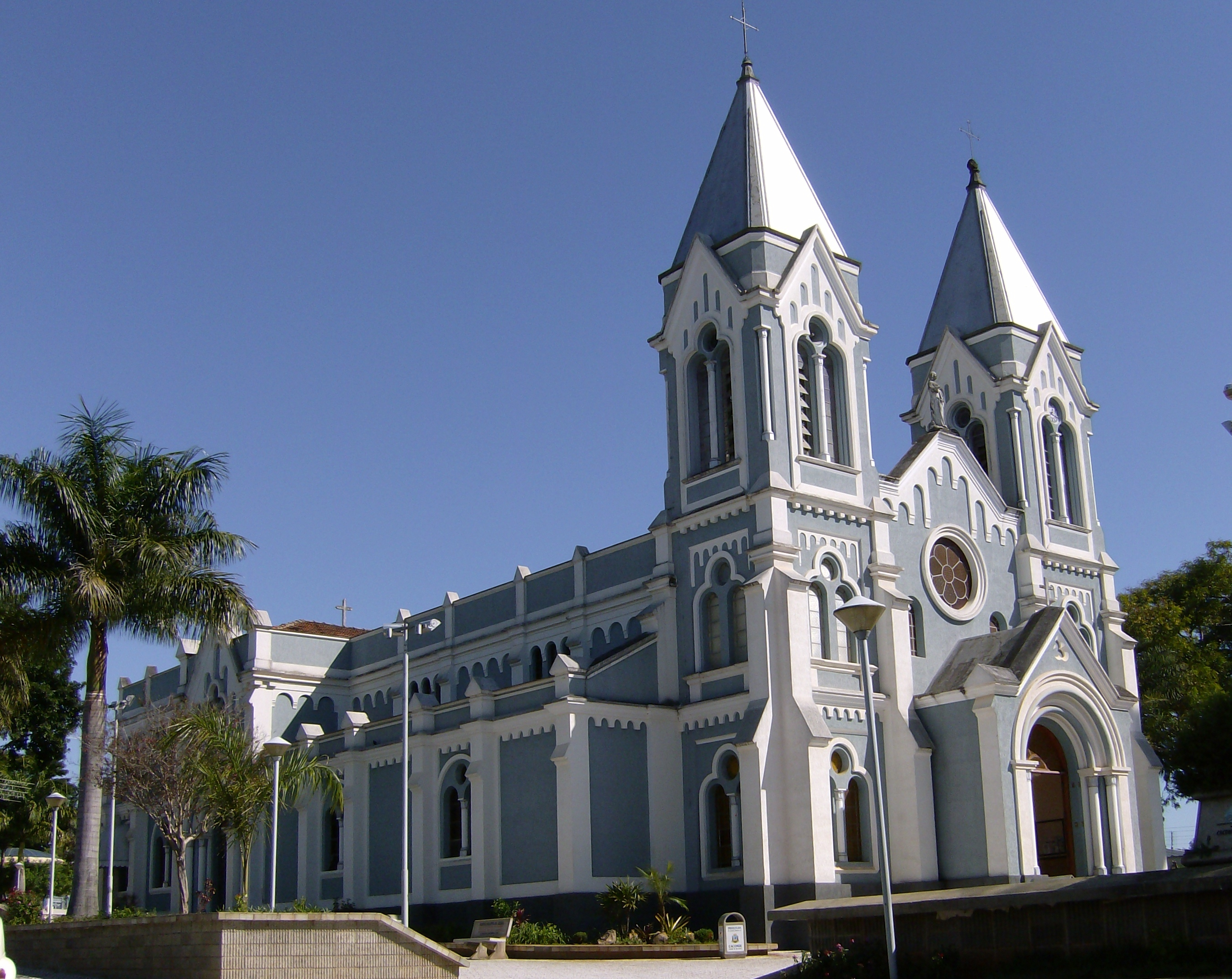
Basílica Santuario de Nuestra Señora de la Concepción del Buen Suceso, en Caconde

La diócesis tiene 7089 km² y extiende su jurisdicción sobre los fieles católicos de rito latino residentes en 18 municipios del estado de São Paulo: São João da Boa Vista, Aguaí, Águas da Prata, Caconde, Casa Branca, Divinolândia, Espírito Santo do Pinhal, Estiva Gerbi, Itobi, Mococa, Mogi Guaçu, Santa Cruz das Palmeiras, Santo Antônio do Jardim, São José do Rio Pardo, São Sebastião da Grama, Tambaú, Tapiratiba y Vargem Grande do Sul.
La sede de la diócesis se encuentra en la ciudad de São João da Boa Vista, en donde se halla la Catedral de San Juan Bautista. En Caconde se encuentra la basílica santuario de Nuestra Señora de la Concepción del Buen Suceso.
En 2023 en la diócesis existían 79 parroquias agrupadas en 4 foranías: São João, São José, Imaculada Conceição y Nossa Senhora das Dores. 

## Historia
La diócesis fue erigida el 16 de enero de 1960 mediante la bula In similitudinem Christi del papa Juan XXIII, obteniendo el territorio de la arquidiócesis de Ribeirão Preto.

## Estadísticas
Según el Anuario Pontificio 2024 la diócesis tenía a fines de 2023 un total de 448 000 fieles bautizados.
| Año                                                                             | Población            | Población | Población      | Sacerdotes | Sacerdotes    | Sacerdotes    | Bautizados por sacerdote | Diáconos permanentes | Religiosos | Religiosos | Parroquias |
| Año                                                                             | Bautizados católicos | Total     | % de católicos | Total      | Clero secular | Clero regular | Bautizados por sacerdote | Diáconos permanentes | Varones    | Mujeres    | Parroquias |
| ------------------------------------------------------------------------------- | -------------------- | --------- | -------------- | ---------- | ------------- | ------------- | ------------------------ | -------------------- | ---------- | ---------- | ---------- |
| 1961                                                                            | 273 137              | 285 637   | 95.6           | 35         | 14            | 21            | 7803                     |                      | 26         | 121        | 16         |
| 1968                                                                            | 280 000              | 330 000   | 84.8           | 59         | 22            | 37            | 4745                     |                      | 55         | 190        | 18         |
| 1976                                                                            | 300 000              | 350 000   | 85.7           | 59         | 22            | 37            | 5084                     | 1                    | 47         | 160        | 20         |
| 1980                                                                            | 321 000              | 382 000   | 84.0           | 57         | 23            | 34            | 5631                     | 3                    | 77         | 170        | 21         |
| 1990                                                                            | 312 000              | 425 000   | 73.4           | 65         | 35            | 30            | 4800                     | 2                    | 43         | 125        | 28         |
| 1999                                                                            | 352 000              | 470 000   | 74.9           | 99         | 70            | 29            | 3555                     | 3                    | 60         | 140        | 46         |
| 2000                                                                            | 356 000              | 475 000   | 74.9           | 96         | 68            | 28            | 3708                     | 3                    | 59         | 358        | 46         |
| 2001                                                                            | 465 545              | 581 932   | 80.0           | 94         | 80            | 14            | 4952                     | 6                    | 38         | 358        | 47         |
| 2002                                                                            | 465 545              | 581 545   | 80.1           | 119        | 83            | 36            | 3912                     | 5                    | 112        | 322        | 48         |
| 2003                                                                            | 465 545              | 581 545   | 80.1           | 141        | 115           | 26            | 3301                     | 8                    | 38         | 325        | 49         |
| 2004                                                                            | 465 545              | 581 932   | 80.0           | 124        | 97            | 27            | 3754                     | 11                   | 37         | 325        | 55         |
| 2010                                                                            | 547 000              | 624 000   | 87.7           | 174        | 149           | 25            | 3143                     | 24                   | 157        | 159        | 71         |
| 2014                                                                            | 574 000              | 654 000   | 87.8           | 137        | 77            | 60            | 4189                     | 18                   | 179        | 177        | 75         |
| 2017                                                                            | 589 000              | 670 740   | 87.8           | 201        | 140           | 61            | 2930                     | 17                   | 180        | 110        | 79         |
| 2020                                                                            | 465 735              | 620 980   | 75.0           | 218        | 151           | 67            | 2136                     | 17                   | 180        | 107        | 79         |
| 2022                                                                            | 445 172              | 673 491   | 66.1           | 228        | 165           | 63            | 1952                     | 13                   | 175        | 139        | 79         |
| 2023                                                                            | 448 000              | 677 000   | 66.2           | 245        | 166           | 79            | 1828                     | 13                   | 196        | 139        | 79         |
| Fuente: Catholic-Hierarchy, que a su vez toma los datos del Anuario Pontificio. |                      |           |                |            |               |               |                          |                      |            |            |            |

## Episcopologio
- David Picão † (14 de mayo de 1960-10 de mayo de 1963 nombrado obispo coadjutor de Santos[nota 1])
- Tomás Vaquero † (2 de julio de 1963-23 de enero de 1991 retirado)
- Dadeus Grings (23 de enero de 1991-12 de abril de 2000 nombrado arzobispo coadjutor de Porto Alegre)
- David Dias Pimentel † (7 de febrero de 2001-28 de septiembre de 2016 retirado)
- Antônio Emídio Vilar, S.D.B. (28 de septiembre de 2016-19 de enero de 2022 nombrado obispo de São José do Rio Preto)
- José Carlos Brandão Cabral (3 de agosto de 2022-7 de diciembre de 2023 renunció)[nota 2]
- Eugênio Barbosa Martins, S.S.S., desde el 4 de enero de 2024